# Forschungspreis Technische Kommunikation
Der interdisziplinäre Forschungspreis Technische Kommunikation wurde von 1980 bis 2014 jährlich von der Alcatel-Lucent Stiftung für Kommunikationsforschung vergeben. Er richtete sich an Wissenschaftler in Forschungseinrichtungen außerhalb der Wirtschaft. Die Leistung sollte einen wichtigen Beitrag zu einer menschengerechten Technik darstellen. Er war mit 20.000 Euro dotiert.
Die Stiftung wurde 1979 von Alcatel, der heutigen Alcatel-Lucent Deutschland AG als treuhänderische Stiftung beim Stifterverband für die Deutsche Wissenschaft eingerichtet. Aufgrund der wirtschaftlichen Lage der Stifterin wurde die Vergabe des Preises 2014 eingestellt.

## Preisträger Forschungspreis
- 1980: Georg Geiser – Mensch-Maschine-Kommunikation, Fraunhofer-Institut für Informationsverarbeitung in Technik und Biologie (IITB)
- 1981: Walther von Hahn – Natürlichsprachlicher Dialog/Künstliche Intelligenz, Universität Hamburg, Germanisches Seminar
- 1982: Wolf Rauch – Büroinformationssysteme, Gesellschaft für Information und Dokumentation (GID), Sektion für Kommunikation
- 1983: Siegfried Frey – Nonverbale Kommunikation, Universität Bern, Psychologisches Institut
- 1984: Ralf Reichwald – Forschungsprojekt Bürokommunikation, Hochschule der Bundeswehr, Lehrstuhl für Allgemeine Betriebswirtschaftslehre
- 1984: Arnold Picot – Forschungsprojekt Bürokommunikation, Universität Hannover, Lehrstuhl für Betriebswirtschaftslehre insbes. Unternehmensführung und Organisation
- 1985: Günther Palm – Neuronale Netze, Max-Planck-Institut für Biologische Kybernetik
- 1986: Detlef Müller-Böling – Akzeptanzfaktoren der Bürokommunikation, Universität Dortmund, Abteilung Wirtschafts- und Sozialwissenschaften
- 1987: Uwe Völckers – Computerunterstützung für Fluglotsen, DLR, Institut für Flugführung Braunschweig
- 1988: Karl-Friedrich Kraiss – Schnittstellengestaltung/-Software-Ergonomie, Forschungsinstitut für Anthropotechnik
- 1989: Eckart Raubold – Offene und sichere Kommunikation, Gesellschaft für Mathematik und Datenverarbeitung (GMD), Institut für Systemtechnik
- 1990: Rainer Kuhlen – Hypertext, Universität Konstanz, Fachbereich Informationswissenschaft, Fakultät für Verwaltungswissenschaft
- 1991: Klaus Kornwachs – Technikphilosophie/Systemtheorie, Fraunhofer-Institut für Arbeitswirtschaft und Organisation (IAO)
- 1992: Siegfried Gottwald – Fuzzy Logik, Universität Leipzig, Sektion Philosophie
- 1993: Alexander Roßnagel – Verfassungsverträgliche Technikgestaltung, Universität Kassel, Lehrstuhl für Öffentliches Recht
- 1994: Alexander Waibel – Automatische Sprachübersetzung, Universität Karlsruhe, Lehrstuhl für Wissensbasierte Systeme und Wissensverarbeitung
- 1995: Gerhard Fettweis – Signaltechnik, Codierverfahren, Technische Universität Dresden, Mannesmann-Stiftungslehrstuhl für Mobile Nachrichtensysteme
- 1996: Werner Wiesbeck – Funkwellen für Kommunikation und Rundfunk, Universität Karlsruhe, Institut für Höchstfrequenztechnik und Elektronik
- 1997: Andreas Dengel – Wissensbasierte Dokumentanalyse, Deutsches Forschungszentrum für Künstliche Intelligenz (DFKI)
- 1998: Andreas Pfitzmann – Mehrseitige Sicherheit, Technische Universität Dresden, Lehrstuhl für Informations- und Kodierungstheorie
- 1999: Helge Ritter – Neuroinformatik, Universität Bielefeld, Lehrstuhl für Neuroinformatik
- 2000: Petra Mutzel – Computergrafik, TU Wien
- 2001: Birger Kollmeier – Hörgerechte Sprachverarbeitung, Universität Oldenburg, Lehrstuhl für Angewandte Physik und Experimentalphysik
- 2002: Martina Zitterbart – Internet-basierte Kommunikation, Universität Karlsruhe, Lehrstuhl für Informatik
- 2003: Holger Boche – Breitband-Mobilkommunikation und Informationstheorie, TU Berlin, Lehrstuhl für Mobilkommunikation am Institut für Telekommunikationssysteme  sowie Fraunhofer-Institut für Nachrichtentechnik, Heinrich-Hertz-Institut
- 2004: Peter Sanders – Algorithmentheorie und Algorithm-Engineering, Universität Karlsruhe, Lehrstuhl für Informatik
- 2005: Thomas Hoeren – Urheberrecht, Westfälische Wilhelms-Universität Münster, Instituts für Informations-, Telekommunikations- und Medienrecht
- 2006: Klaus-Robert Müller – Maschinelles Lernen und Mustererkennung, TU Berlin, Fachgebiet Maschinelles Lernen
- 2007: Andreas Butz – Menschzentrierte, intelligente Umgebungen, Ludwig-Maximilians-Universität München, Institut für Informatik LFE Medieninformatik
- 2008: Hannah Bast – Intelligente, schnelle Suche in Texten und Dokumenten, Max-Planck-Institut für Informatik
- 2009: Fredrik Hacklin – Innovationen für die konvergente Ökonomie, Eidgenössische Technische Hochschule Zürich (ETH Zürich)
- 2010: Barbara van Schewick – Internet – Architektur, Innovation und Regulierung, Stanford Law School
- 2011: Eckehard Steinbach – Haptische Kommunikation und Telepräsenz, Technische Universität München
- 2012: Tanja Schultz – Lautlose Sprachkommunikation, Karlsruher Institut für Technologie
- 2013: Thomas Wiegand – Mensch und Technik in Kommunikationssystemen, TU Berlin
- 2014: Frank Ellinger – TU Dresden[2]

## Preisträger Promotionspreis
Parallel und zeitgleich bei der Stiftungsfeier im Weißen Saal des Neuen Schlosses in Stuttgart wird der Promotionspreis vergeben. Die bisherigen Preisträger waren:
- 1989: Kurt B. Bellmann, Universität der Bundeswehr München, Fakultät für Wirtschafts- und Organisationswissenschaften, Arbeitsteilung und Kosten der Informationsverarbeitung im Büro
- 1990: Franz Xaver Straßburger, Universität der Bundeswehr München, Fakultät für Wirtschafts- und Organisationswissenschaften, ISDN – Chancen und Risiken eines integrierten Telekommunikationskonzeptes aus betriebswirtschaftlicher Sicht
- 1991: Claudia Fantapié Altobelli, Universität Tübingen, Fakultät für Wirtschaftswissenschaften, Die Diffusion neuer Kommunikationstechniken in der Bundesrepublik Deutschland
- 1992: Jörn-Axel Meyer, Technische Universität Berlin, Institut für Betriebswirtschaftslehre, Computer Integrated Marketing. Hans-Dieter Groffmann, Universität Tübingen, Fakultät für Wirtschaftswissenschaften, Kooperatives Führungsinformationssystem. Grundlagen – Konzept – Prototyp
- 1993: Wolfgang Kraemer, Universität des Saarlandes, Institut für Wirtschaftsinformatik, Wissensbasiertes Kostenmanagement. Konzeption und Realisierung eines Controllingleitstands als Koordinierungssystem zwischen zentraler und dezentraler Kostenauswertung und -interpretation
- 1994: Guy Fournier, Technische Hochschule Darmstadt, Fachbereich Rechts- und Wirtschaftswissenschaften, Informationstechnologien in Wirtschaft und Gesellschaft. Sozioökonomische Analyse einer technologischen Herausforderung
- 1995: Gerhard Schwabe, Universität Hohenheim, Institut für Wirtschaftsinformatik, Objekte der Gruppenarbeit – Ein Konzept für das Computer Aided Team
- 1996: Robert Goecke, Technische Universität München, Institut für Allgemeine und Industrielle, Betriebswirtschaftslehre, Neue Arbeits- und Kooperationsformen im oberen Führungsbereich vor dem Hintergrund neuer Kommunikationstechniken
- 1997: Cornelius Graack, Universität Potsdam, Institut für internationale Wirtschaftsbeziehungen, Telekommunikationswirtschaft in der Europäischen Union. Innovationsdynamik, Regulierungspolitik und Internationalisierungsprozesse
- 1998: Kai Rannenberg, Universität Freiburg, Institut für Informatik und Gesellschaft, Kriterien und Zertifizierung mehrseitiger Sicherheit
- 1999: Susanne Robra-Bissantz, Universität Erlangen-Nürnberg, Betriebswirtschaftliches Institut, Strukturen, Entwicklungen und Strategien der externen Unternehmenskommunikation. Thomas Hart, Universität Erlangen-Nürnberg, Volkswirtschaftliches Institut, Europäische Telekommunikationspolitik. Entwürfe für ein zukunftsorientiertes Regulierungskonzept
- 2000: Thomas Walke, RWTH Aachen, Fakultät für Wirtschaftswissenschaften, Markteintritt in lokale Telekommunikationsmärkte. Eine Untersuchung aktuellen, potenziellen und substitutiven Wettbewerbs im deutschen Teilnehmeranschlussnetz
- 2001: Torsten Eymann, Universität Freiburg, Institut für Informatik und Gesellschaft, AVALANCHE – Ein agentenbasierter dezentraler Koordinationsmechanismus für elektronische Märkte
- 2002: Erik Lenhard, Technische Universität Darmstadt, FB Volkswirtschaftslehre, Die Regulierung des Mobilfunks dritter Generation
- 2003: Christian Bender, Universität Münster, Fakultät für Wirtschaftswissenschaften, Changing firm boundaries in a new information and communication environment: evidence from the manufacturing and music industry
- 2004: Jens Dibbern, Universität Mannheim, Lehrstuhl für Wirtschaftsinformatik, The sourcing of application software development and maintenance – empirical evidence of cultural, industry and functional differences. Martin Hepp, Universität Würzburg, Lehrstuhl für BWL und Wirtschaftsinformatik, Güterklassifikation als semantisches Standardisierungsproblem
- 2005: Marcus Liehr, Universität Hohenheim, Lehrstuhl für Marketing, Die Adoption von Kritische-Masse-Systemen
- 2006: Remco van der Velden, Universität Paderborn, Lehrstuhl für Organisation und Unternehmensführung (Prof. Helmut Dietl, Prof. Thomas Mellewigt): Wettbewerb und Kooperation auf dem deutschen DSL-Markt – Ökonomik, Technik und Regulierung
- 2007: Martin Wiener, Universität Erlangen-Nürnberg, Lehrstuhl für Wirtschaftsinformatik, Critical Success Factors of Offshore Software Development Projects – The Perspective of German-Speaking Companies
- 2008: Oliver Hinz, Universität Frankfurt, Fachbereich Wirtschaftswissenschaften Institut für BWL, insbes. Electronic Commerce Interaktive Preismechanismen in dynamischen Märkten. Frank Köhne, Universität Hohenheim, Electronic Negotiation Support Systems and Their Role in Business Communication – An Exploratory Evaluation of Auction Use
- 2009: Leonhard Dobusch, der in seiner Doktorarbeit am Institut für Management an der Freien Universität Berlin, Lehrstuhl für Unternehmenskooperation (Professor Jörg Sydow) das Thema „Windows versus Linux. Markt – Organisation – Pfad“ behandelte. Monika Taddicken von der Universität Hohenheim für ihre am Lehrstuhl für Kommunikations- und Sozialforschung (Professor Michael Schenk) betreute Doktorarbeit „Methodeneffekte bei Web-Befragungen: Einschränkungen der Datengüte durch ein ‚reduziertes’ Kommunikationsmedium?“
- 2010: Katrina Leyking, Universität des Saarlandes, Institut für Wirtschaftsinformatik - Service-oriented Business Process Systems for Knowledge Work – Architecture, Methodology, and Application. Jessica K. Winkler, Universität Mannheim, Fachbereich Wirtschaftsinformatik - International Entry Mode Choice of Software Firms – An Analysis of Product-Specific Determinants
- 2011: Robert W. Gregory, Universität Göttingen – Management and Evolution of Global IS Outsourcing Relationships: A Longitudinal Case Study. Johann Kranz. Ludwig-Maximilians-Universität München – Intelligente Stromnetze („Smart Grids“)
- 2012: Nadja Nabout, Goethe-Universität Frankfurt am Main – Optimal Search Engine Marketing. Timm O. Sprenger, Technische Universität München – The Information Content of Microblogs and their Use as an Indicator of Real-World Events
- 2013: Tobias Ackermann, TU Darmstadt – IT Security Risk Management: Perceived IT Security Risks in the Context of Cloud Computing. Erik Hemmer, Universität Mannheim – Information Seeking Stopping Behavior in Online Scenarios
- 2014: Michael Netter, Lauri Wessel[2]